# Johann Gmelch
Johann „Hans“ Gmelch (* 4. September 1893 in München; † nach 1952) war ein deutscher Kommunalpolitiker und Funktionär der NSDAP. Er war von 1938  bis 1945 Oberbürgermeister der Stadt Rosenheim im Freistaat Bayern.

## Leben
Er nahm nach dem Schulabschluss eine Lehre zum Steinmetz auf und war einige Zeit als Bildhauer tätig und ging 1910 mehrere Jahre ins Ausland. Ab 1914 nahm er am Ersten Weltkrieg teil, aus dem er verwundet zurückkehrte und eine Umschulung aufnahm. Ab 1921 arbeitete er im Finanzamt in Bad Aibling. In dieser Zeit trat er zum 1. April 1928 der NSDAP bei (Mitgliedsnummer 84.351) und wurde 1929 zum NSDAP-Ortsgruppenleiter von Bad Aibling gewählt. Außerdem trat er der SA bei. Nach seiner 1932 erfolgten Versetzung als Steuersekretär an das Finanzamt Rosenheim war er in der dortigen NSDAP-Ortsgruppe aktiv. 1934 wurde er zum stellvertretenden NSDAP-Kreisleiter ernannt. 1935 übernahm er die Leitung der Ortsgruppe der NSDAP in Rosenheim.
Am 16. Februar 1938 erfolgte für zwölf Jahre seine Berufung zum Oberbürgermeister von Rosenheim. Er löste den bisherigen Oberbürgermeister Georg Zahler ab und wurde außerdem Mitglied mehrerer Aufsichts- und Verwaltungsräte. Gmelch blieb bis 1945 im Amt und übergab am 2. Mai die Stadt kampflos den Amerikanern. Im gegen ihn geführten Spruchkammerverfahren von 1950 wurde er als Mitläufer eingestuft und ließ sich daraufhin 1952 erneut als Oberbürgermeisterkandidat von Rosenheim aufstellen. Als Steuersekretär wurde er weiter in der Finanzverwaltung der Stadt beschäftigt.